# Rhacophorus hoanglienensis
Espèce
Statut de conservation UICN

 DD  : Données insuffisantes
Rhacophorus hoanglienensis est une espèce d'amphibiens de la famille des Rhacophoridae.

## Répartition
Cette espèce est endémique des provinces de Lào Cai et de Hà Giang, dans l'extrême Nord du Viêt Nam, où elle se rencontre entre 1 100 et 1 900 m d'altitude. Sa présence est incertaine dans les zones limitrophes situées en République populaire de Chine,.

## Étymologie
Son nom d'espèce, composé de hoanglien et du suffixe latin -ensis, « qui vit dans, qui habite », lui a été donné en référence au lieu de sa découverte, les monts Hoang Lien.

## Publication originale
- Orlov, Lathrop, Murphy & Ho, 2001 : Frogs of the family Rhacophoridae (Anura: Amphibia) in the Northern Hoang Lien Mountains (Mount Fan Si Pan, Sa Pa District, Lao Cai Province), Vietnam. Russian Journal of Herpetology, vol. 8, no 1, p. 41.